# Rannée
 Rannée  es una población y comuna francesa, situada en la región de Bretaña, departamento de Ille y Vilaine, en el distrito de Rennes y cantón de La Guerche-de-Bretagne.

## Demografía
| 1163 | 1160 | 1114 | 1115 | 1109 | 1111 |
| Para los censos de 1962 a 1999 la población legal corresponde a la población sin duplicidades (Fuente: INSEE [Consultar]) |      |      |      |      |      |